# Subject 13
Subject 13 ist ein Point-and-Click-Adventure des französischen Herstellers Microïds. Das Computerspiel wurde zum Teil durch eine Crowdfunding-Kampagne finanziert und im Mai 2015 für Windows- und Mac-OS-PCs veröffentlicht. Im Dezember 2016 folgten Portierungen für PlayStation 4 und Xbox One.

## Handlung
Der Physiker Franklin Fargo versucht, aus Trauer über den von ihm mitverschuldeten Tod seiner Verlobten Suizid zu begehen, indem er sich mit seinem Auto in einen See stürzt. Er verliert das Bewusstsein und kommt in einer ihm unbekannten Kapsel voller Apparate wieder zu sich. Dort wird er von einer mechanischen Stimme als "Subjekt 13" begrüßt und bekommt von ihr verschiedene Denkaufgaben gestellt. Schnell stellt sich heraus, dass sich Fargo in einer wissenschaftlichen Forschungsstation befindet. Die Station ist menschenleer; die Geschehnisse vor dem Eintreffen Fargos erschließen sich ihm nur über Tonbandaufnahmen der Forscher, die er nach und nach über die Station verstreut findet. Im weiteren Verlauf des Spiels stößt Fargo innerhalb der Station auf einen weiblichen Geist, der optisch seiner Verlobten Sophie gleicht und ihn vor der Aufgaben stellenden mechanischen Stimme warnt, und erkundet die abgeschiedene und früher vom Naturvolk der Hunapus bewohnte Insel, auf der sich die Station befindet. Es stellt sich heraus, dass Fargo nicht der erste Mensch ist, der sich den Aufgaben der mechanischen Stimme stellen muss, und dass es sich bei dieser um die Hunapo-Gottheit Ah Cizin handelt, die die Intelligenz ihrer "Testobjekte" prüft, um anschließend die herausragendsten unter ihnen zu absorbieren.

## Spielprinzip und Technik
Subject 13 ist größtenteils ein sogenanntes 2,5D-Adventure. Charaktere, die als dreidimensionale Figurenmodelle erstellt wurden, bewegen sich vor handgezeichneten, teilanimierten 2D-Kulissen. Mit der Maus kann der Spieler seine Spielfigur durch die Örtlichkeiten bewegen und mit den Maustasten Aktionen einleiten, die den Spielcharakter mit seiner Umwelt interagieren lassen. Fargo kann so Gegenstände finden, sie auf die Umgebung oder andere Gegenstände anwenden und mit NPCs kommunizieren. Mit fortschreitendem Handlungsverlauf werden weitere Orte freigeschaltet. Einzelne Szenen sowie die Ansicht von Gegenständen erfolgen in einer dreidimensionalen Darstellungsweise aus der Egoperspektive heraus; mit der Maus kann in diesen Szenen der Kamera-Blickwinkel bzw. der betrachtete Gegenstand gedreht werden. Einen Großteil des Spiels machen Kombinations- und Logikrätsel aus.
Die Grafik wurde mit Hilfe der Unity-Engine erstellt. Die Sprachausgabe des Spiels ist in Englisch gehalten; es gibt Untertitel in fünf Sprachen. Portierungen des Spiels für Linux, Android und iOS sind angekündigt, aber noch nicht erschienen.

## Produktionsnotizen
Die Ankündigung von Subject 13 erfolgte im Juni 2014. Die Grundfinanzierung erfolgte durch Microïds. Im Juli 2014 startete das Studio eine Crowdfunding-Kampagne auf der Plattform Kickstarter.com mit dem Ziel, 40.000 USD für die Finanzierung zusätzlicher Spielinhalte einzunehmen. Das Finanzierungsziel wurde im Laufe der vierwöchigen Kampagne knapp erreicht. Geplant war die Veröffentlichung für Oktober 2014, sie zog sich aber bis zum Mai 2015 hin.
Designer Paul Cuisset war in den 1980er- und 1990er-Jahren als Spieldesigner und Director für Delphine Software tätig und verantwortete Spiele wie Flashback: The Quest for Identity oder Cruise for a Corpse. Der Soundtrack des Spiels stammt von Olivier Derivière, der zuvor als Komponist für Spiele wie ObsCure oder den fünften Teil von Alone in the Dark tätig gewesen war.
Im August 2015 veröffentlichte der britische Publisher Morphicon eine dingliche Version des Spiels als DVD, während Microïds zuvor nur eine Download-Version angeboten hatte.

## Rezeption
Metacritic aggregierte elf Rezensionen des Spiels zu einer Durchschnittswertung von 60/100. Das Fachmagazin Adventure-Treff lobte die Grafik des Spiels und befand, dass man "aus der Story-Idee, die ansatzweise durchschimmert, richtig was (hätte) machen können", kritisierte aber die Präsentation der Handlung, Logiklücken, Probleme mit der Steuerung und frustrierende Rätsel und konstatierte, Subject 13 bleibe "noch ein wenig hinter den schon niedrigen Erwartungen zurück". 4Players fühlte sich ob der hohen Dichte zusammenhangloser Rätsel an die Professor-Layton-Serie erinnert. Das Magazin lobte die detaillierte Optik sowie "routinierte Puzzle-Unterhaltung", kritisierte aber altbackenes Gameplay sowie eine ungenügende und bisweilen klischeehafte Ausarbeitung der Hintergrundgeschichte. Das Magazin Destructoid fühlte sich an The 7th Guest und Myst erinnert und wies darauf hin, dass die meisten Rätsel des Spiels auf bekannten Denkspielen wie Othello oder Minesweeper beruhen. Destructoid hob das Interface und den langsam ansteigenden Schwierigkeitsgrad des Spiels positiv hervor, kritisierte aber die Sprachaufnahmen sowie nicht zu diesen passende Untertitel und die bisweilen "kitschige" Handlung. Adventure Gamers hob den "atmosphärischen Soundtrack" und die gelungene Kombination aus Ego- und Third-Person-Perspektive hervor, kritisierte aber wie die meisten anderen Magazine die "schwache" Story und die wiederkehrenden, unoriginellen Puzzles.